# Matrize (Druck)
Als Matrize bezeichnet man im Zusammenhang mit Handsatz, Maschinensatz und Schriftgießerei eine Form aus Metall zur Erzeugung von Lettern oder Bleisatzzeilen.

## Schriftgießerei
Die Matrizen wurden durch Einschlagen von durch den Schriftschneider angefertigten Stahlstempeln (Patrizen), die das Schriftbild der späteren Letter wiedergaben (seitenverkehrt, so wie auch die Letter), in ein Stück weicheres Metall wie Kupfer erzeugt. Die dabei entstehende Matrize ist seitenrichtig und negativ. Bei größeren Schriftgraden wurden ab dem 19. Jahrhundert die Matrizen auch auf galvanoplastischem Weg erzeugt. Die Matrizen wurden in ein Handgießinstrument eingesetzt und vom Schriftgießer anschließend mit flüssigem Letternmetall ausgegossen. Nach dem Erkalten wurde die gegossene Letter entnommen und weiterbearbeitet (entgratet, auf Normhöhe gebracht; siehe auch: Schriftgießerei).
Die entstandenen Einzelbuchstaben fanden Verwendung im Handsatz. Ab 1853 wurde die manuelle Tätigkeit durch Gießmaschinen ergänzt und ersetzt.

## Maschinensatz
Mit zunehmender Automatisierung wurden die Tätigkeiten des Schriftgießens und des Schriftsatzes zusammengeführt. Die Matrizen (inzwischen vorwiegend aus Messing) wurden auf Tastendruck maschinell zusammengeführt, zu einer Gussform fixiert und anschließend mit Letternmetall ausgegossen. Produkte waren entweder Einzellettern (z. B. Monotype-Setzmaschine) oder auf einem Korpus zusammengegossene Bleisatzzeilen (System Linotype, Ludlow-Zeilengießmaschine u. a.).

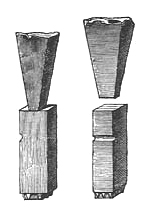
Einzelbuchstabe mit/ohne Anguss-Stück
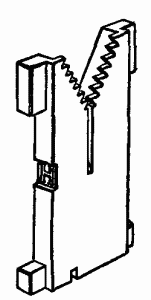
Matrize einer Linotype-Setzmaschine (gängig waren Matrizen mit zwei Buchstaben)
Linotype-Matrizenzeile (Wortabstände wurden in der Regel durch spezielle Wortabstandskeile gebildet)